# Metaköttigita
La metaköttigita és un mineral de la classe dels fosfats que pertany al grup de la simplesita.

## Característiques
La metaköttigita és un arsenat de fórmula química (Zn,Fe,Fe)₃(AsO₄)₂·8(H₂O,OH). Es tracta d'una espècie aprovada per l'Associació Mineralògica Internacional, i publicada per primera vegada el 1982. Cristal·litza en el sistema triclínic.
Segons la classificació de Nickel-Strunz, la metaköttigita pertany a «08.CE: Fosfats sense anions addicionals, amb H₂O, només amb cations de mida mitjana, RO₄:H₂O sobre 1:2,5» juntament amb els següents minerals: chudobaïta, geigerita, newberyita, brassita, fosforrösslerita, rösslerita, metaswitzerita, switzerita, lindackerita, ondrušita, veselovskýita, pradetita, klajita, bobierrita, annabergita, arupita, barićita, eritrita, ferrisimplesita, hörnesita, köttigita, manganohörnesita, parasimplesita, vivianita, pakhomovskyita, simplesita, cattiïta, koninckita, kaňkita, steigerita, metaschoderita, schoderita, malhmoodita, zigrasita i santabarbaraïta.
L'exemplar que va servir per a determinar l'espècie, el que es coneix com a material tipus, es troba conservat al Museu Nacional d'Història Natural, l'Smithsonian, situat a Washington DC (Estats Units), amb el número de registre: 160541.

## Formació i jaciments
Va ser descoberta a la mina Ojuela, a la localitat de Mapimí (Estat de Durango, Mèxic), sent l'únic indret de tot el planeta on ha estat descrita aquesta espècie mineral.